# Cells Tissues Organs
Cells Tissues Organs is een internationaal, aan collegiale toetsing onderworpen wetenschappelijk tijdschrift op het gebied van de anatomie, morfologie, celbiologie en ontwikkelingsbiologie. Het wordt uitgegeven door S. Karger AG en verschijnt maandelijks.